# 有智山城
有智山城（うちやまじょう）は、福岡県大宰府市内山にあった日本の城。

## 概要
有智山城は標高829mの宝満山の中腹の西に標高 310m 付近に位置する山城である。竈門神社下宮からの宝満山登山口から登ると、途中の看板に『有智山城跡』と分岐あり。そこから、尾根を登った場所に遺構が残っている。

## 沿革
有智山城は少弐氏により築かれた城で少弐氏の本城である。宝満山の九重原と呼ばれる有智山寺坊跡を通り尾根を登ったところに築かれている。少弐氏は初代の武藤資頼が、源頼朝より太宰少弐職に任じられて大宰府の長官となった、以降代々の武藤氏は太宰少弐職を世襲して少弐氏と名乗った。また、少弐氏は代々筑前守護を兼任している。
元寇の際は少弐景資は鎮西（九州）の御家人の総司令官となり、元軍と最前線で戦っている。弘安5年（1282年) には鎌倉幕府は、元寇の後に少弐氏へ恩賞として、岩門城・大宰府城(浦ノ城)の築城を行った。浦ノ城は太宰府天満宮西から500ｍの小高い丘にあり、少弐氏の居館となった。有智山城は、戦の際の詰城になったと思われる。
建武3年（1336年）2月、後醍醐天皇と敵対した足利尊氏は京都で敗れて、九州に落ち延びた。その際、足利尊氏は少弐頼尚の援軍とともに九州に上陸した。この時、頼尚の父である少弐貞経は、菊池武敏・阿蘇惟直などに、有智山城を攻められた。有智山城は要害でなかなか落ちなかったが、一族と有智山寺の衆供に裏切りが出たため、城が落ちて少弐貞経は自刃している。その後、少弐頼尚は足利尊氏とともに菊池、阿蘇軍に多々良浜の戦いで勝利して、有智山城を取り戻している。
永和2年（1367年）、九州探題今川貞世（了俊）に従っていた大内義弘が有智山城を攻めて少弐頼澄は敗れている。
少弐氏はその後、筑前を九州に進出した大内氏に奪われたため、大宰府を失った。その後、何度か少弐氏は筑前を回復したが、西国最強の大内氏に敗れて肥前に逃れたために廃城になったと思われる。

## 参考資料
- 福岡県教育委員会(編)『福岡県の中近世城郭跡Ⅰ 筑前地域編１』福岡県教育委員会、2014年
- 平井聖・村井益男・村田修三(編)『日本城郭大系 第18巻 福岡・熊本・鹿児島』、創史社、1979年
- 渡辺文吉『武藤少弐興亡史』 海鳥社、1989年